# いとこ煮
いとこ煮（いとこに）は、日本各地に伝わる郷土料理で、小豆などを煮た料理である。地域により材料、調理法などに差異がある。表記は、いとこ煮のほか、漢字表記として従兄弟煮、従子煮、従弟煮、最濃煑および倭毒護煮がある。類似した料理として、いとこ汁やいとこねり、御座煮（ござに）などがある。食べる時期としては報恩講の日が多いものの、冬至に食べたり、日常のおかずとして作られる場合も多い。

## 由来
料理の由来については、親鸞が自らの草庵において講を開く際、茶菓子の代わりとして農作物の煮物に小豆を加えた料理を振る舞ったことに始まるという説がある。室町時代後期の成立とされる『伊京集』にはすでに「従子煮」として掲載されており、その後江戸時代に流行した。

### 名称の由来
「いとこ煮」という名称の由来については複数の説が存在する。
材料を煮えにくいものから追々入れていくことから、「おいおい」を「甥甥」すなわちいとこにかけたものが語源の一つとされている。
この他にも以下のような説がある。
- 野菜別にめいめいに煮ることから「めいめい」を「姪姪」とかけ、姪同士はいとこであるから[WEB 2]。
- 材料がすべて野菜であることからいとこになぞらえた[1]。
- 野菜や豆はどちらも畑で採れるいとこのようなものだから[WEB 2]。
- 同じ大豆から作られる小豆と味噌を材料として用いることから、兄弟ほどではないがいとこ程度の類似した材料を煮た料理であるから[5][11]。
- 江戸時代に毛利公が催す宴席に必ずこの煮物を振る舞ったことから没後、御遺徳を称える「いとく煮」転じて「いとこ煮」となった[11]
- おこと（御事）汁が転訛した[3][7][9]。
- いとこなどの親類が集まる場で食べることに由来する[8]。

御事汁（おことじる）は、12月8日の事始めに作る味噌汁で、ダイコン・ゴボウ・サトイモ・クワイ・コンニャク・ニンジン・豆腐・ゆであずきを具として入れる。
小豆と豆腐、大根と人参、芋と蒟蒻がそれぞれいとこであるという具体的な話が残る地域もある。

## 各地のいとこ煮

### 秋田県
鹿角地方はダイコンと小豆を具とした味噌汁があり、これをいとこ煮と称する。

### 山形県
小豆のみを軟らかくなるまで煮た後、一晩水に浸しておいたもち米をアズキの上部に加え、ひたひたの水加減で一緒に約30分間煮てからしばらく冷まし、砂糖と少量の塩を入れて混ぜ合わせ、再度弱火で水分を飛ばして仕上げた料理。鍋で煮る替わりに炊飯器を用いて炊く調理法もあるである。
秋から冬にかけての農家のもてなし料理とされており、独特の食感を持つ。

### 栃木県
那須地域は冬至に唐茄子（かぼちゃ）を食べる風習があるが、ゆであずきと唐茄子のいとこ煮を作る家庭もある。これとは別に富山県から伝わったごぼう・大根・にんじん・こんにゃく・里芋とゆであずきを煮た醤油味の「いとこ煮汁」も食されている。

### 茨城県
茨城県は、カボチャの生産量では日本国内トップクラスであり、カボチャを用いた料理もよく食べられている。「カボチャの煮物」はカボチャ料理のなかでもよく食べられる料理であり、カボチャと小豆とを一緒に煮る「カボチャのいとこ煮」は冬至の定番料理として根づいている。

### 東京都
伊豆大島は11月8日のお十夜にサツマイモ・里芋・こんにゃく・ごぼう・小豆・豆腐を具として、味噌で味付けしたいとこ煮が寺で振る舞われる。

### 神奈川県
夏に小豆・いんげん・さき干し大根・なすなどの具を味噌で味付けしたいとこ煮を食べることがあるという。

### 北陸
ダイコン、ニンジン、サトイモ、ゴボウなどの根菜類とコンニャク、油揚げなどを煮たものに、あらかじめ下ゆでした小豆を加えて、味噌や醤油などで味付けしたもので、暖かいものを食す。
浄土真宗の開祖で北陸に縁のある親鸞の命日である11月27日の前7日間に営む、報恩講の料理として必ず饗される。精進料理の一つといえる。

#### 新潟県

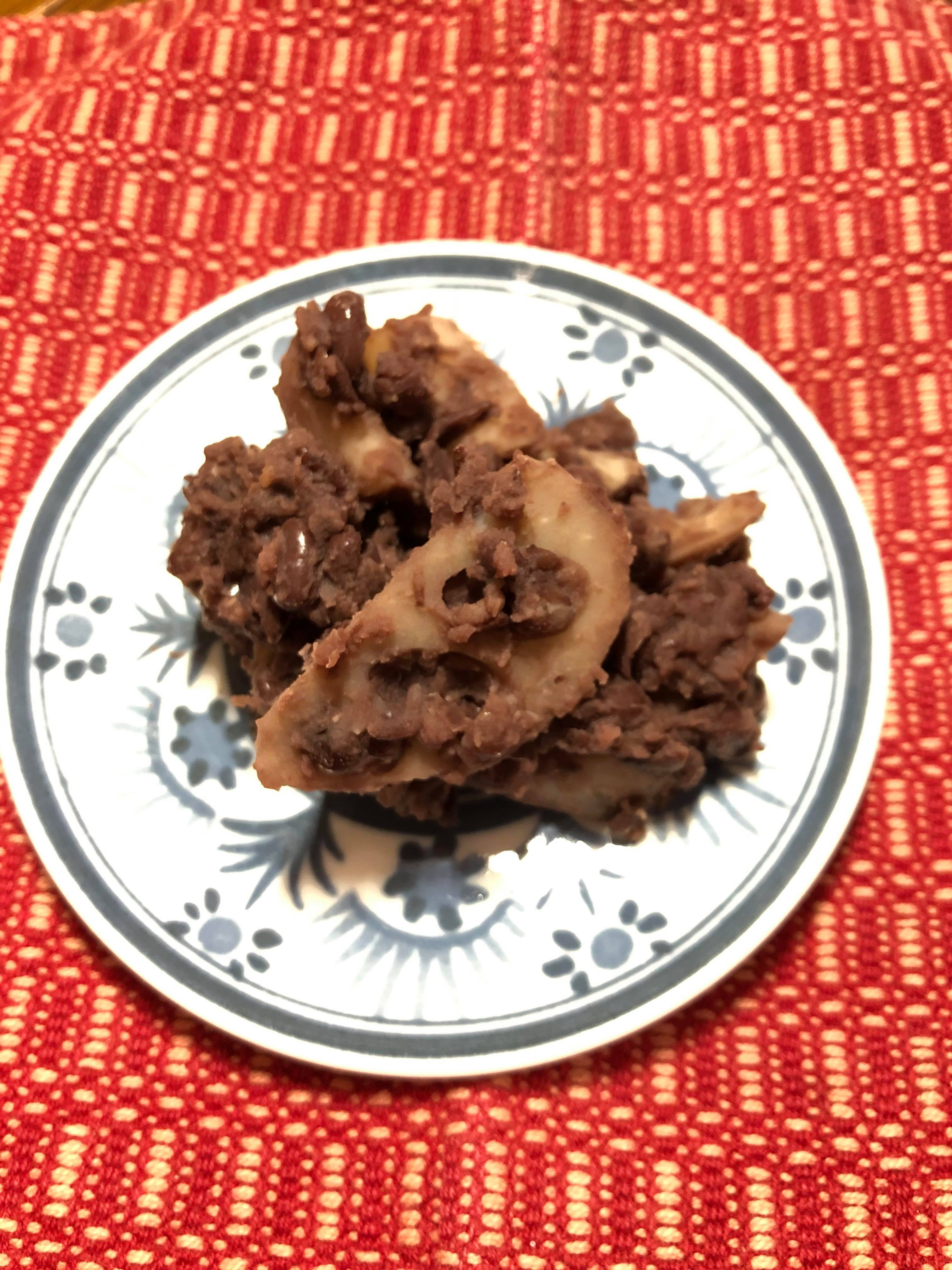
新潟県新潟市のいとこ煮

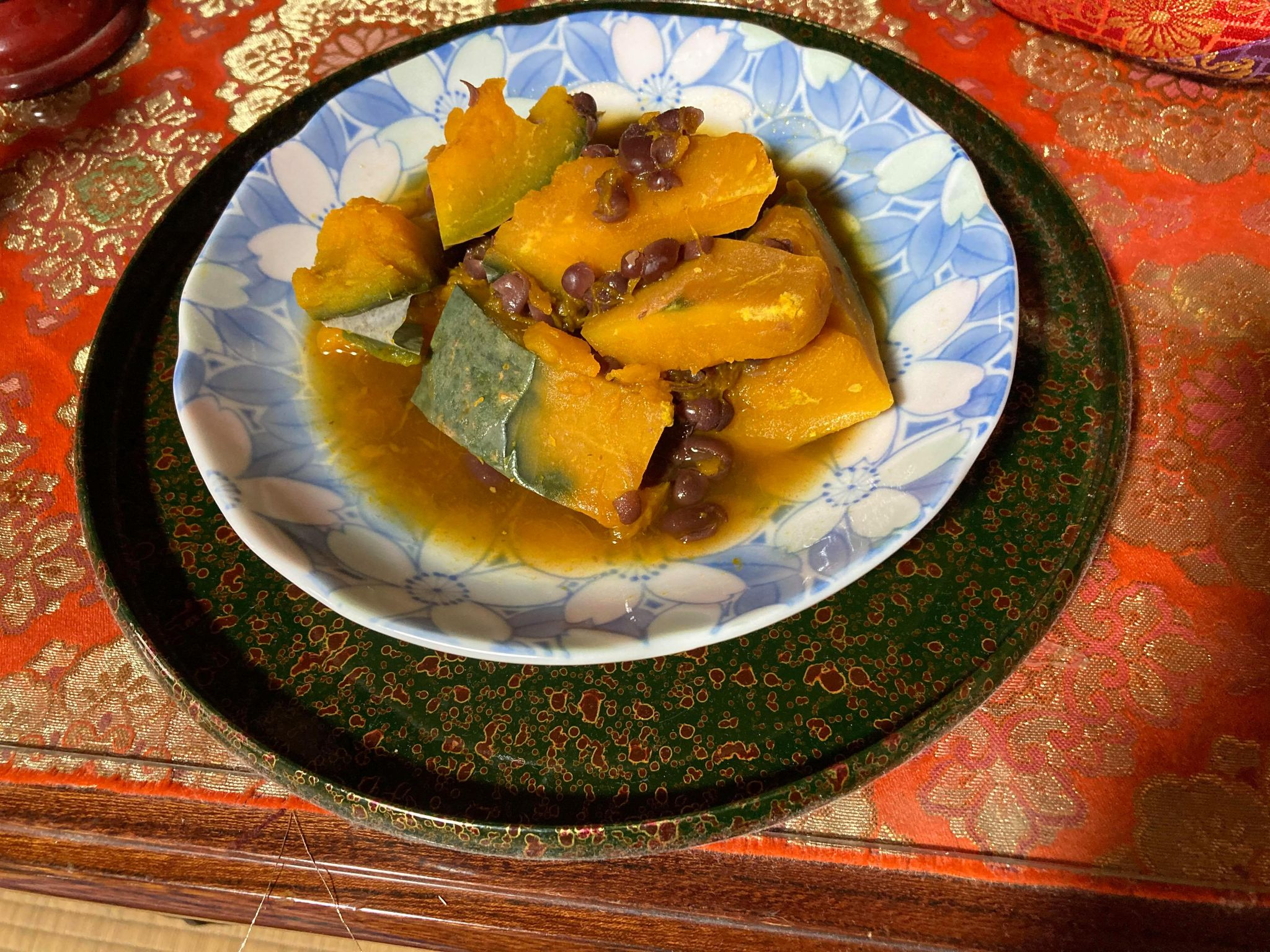
南瓜のいとこ煮（新潟県魚沼地方）

新潟県ではレンコンの消費量が多く、小豆とレンコンのいとこ煮が主流である。小豆は朱色でめでたい色、レンコンは穴が開いていて「先を見通す」ということで縁起がよいものと考えられた。
作り方は、レンコンと小豆を塩茹でし混ぜ合わせるだけである。砂糖を加えないのは、昔は砂糖が貴重だったためと考えられるが、最近では砂糖を入れることも多くなっている。
冬至の時期にはかぼちゃを用いたものが作られた。

#### 富山県
1390年の瑞泉寺創建以来、富山県においては浄土真宗の門徒が多く、開祖たる親鸞の命日に行われる報恩講（ほんこさま）において振る舞われる「お斎（とき）」としていとこ煮が作られる。小豆は親鸞の好物であるとされ、加えて大根・人参・里芋・牛蒡・蒟蒻・油揚げなどが具として用いられる。味噌か醤油で味付けがなされる。

#### 石川県
石川県全域で報恩講のお斎としていとこ煮を作る風習がある。

#### 福井県
天徳寺では小豆のほか、田芋・大根・こんにゃくを煮たいとこ煮を葬式や法事の際に食べる習慣がある。

### 岐阜県
岐阜県海津市萱野の願信寺では報恩講の2日目の朝に斎として「つぼ」と称するいとこ煮を振る舞う。

### 愛知県
甘藷と小豆によるいとこ煮が春日井市にある。豊川市は小豆・里芋・小麦で作った団子を煮たいとこ煮を作り、月見の際に食べる。愛西市旧立田村と八開村は葬式の際に小豆と地いもで作るいとこ煮を振る舞う風習がある。

### 三重県
鈴鹿市稲生は、乾燥させたタダイモの葉・小豆・味噌・砂糖・煮干しで作ったいとこ煮を1月21日に作り、地域コミュニティである「せこ（組）」で集まって食べる風習がある。

### 京都府
京都府内は、長岡京市浄土谷、京都市北区、京丹後市旧峰山町、与謝郡伊根町で食べる風習がある。伊根町のいとこ煮は小豆のほか、ダイコン・サトイモ・ゴボウ・サツマイモと小麦粉で作った団子を塩で味付けするもので、サツマイモの代わりに砂糖を入れる場合もある。

### 奈良県
小豆とカボチャを炊いて醤油で味をつけたものである。宇陀郡御杖村では煮たものをすりつぶし、甘味をつけて「いとこねり」にする。
冬至に食べると風邪をひかない、中風にならないなどのご利益があると言われ、神棚と仏壇に供えてから食べる。

### 高知県
高知県では「ぐる煮」と呼ばれる根菜類と豆腐、こんにゃくをじゃこの出汁で煮て、醤油と砂糖で味付けする料理があり、浄土真宗の寺や信徒の家ではこれに小豆を加えた「おいとこさん」をおとりこしの日に大量に作り、振る舞う習慣がある。「おいとこ煮」ともいう。

### 広島県
親鸞の御正忌である1月16日の前夜を「おたんや」と称するが、その日に里芋・大根・人参・こんにゃく・油揚げ・豆腐・ごぼう・昆布などをサイコロ状に切って煮、ゆであずきを加えて、塩と醤油で味付けするいとこ煮を作る。

### 山口県
山口県の各地で作られるが、岩国地域では作られない。
萩のいとこ煮は上記とはかなり趣の異なる料理で、ゆでこぼした小豆を、少量の砂糖と醤油を加えた昆布・シイタケの出汁で一煮立ちさせ味を調えたもの。煮上がったものを冷まし、かまぼこ・白玉だんご・出汁を取ったシイタケを加えて食す。
主に冠婚葬祭の際の料理として饗される。祝いに用いる際には白玉団子を紅白にし、葬式や法事に用いるときは緑と白の団子にする。一見すると「かまぼこやシイタケの入ったぜんざい」のような感じであるが甘みは少なく、デザートではなくあくまでも会席料理の一品である。

### 福岡県
冬至に小豆とカボチャを煮て、砂糖と醤油で味付けするいとこ煮を食べる習慣がある。いとこ煮を食べることで中風にならないと伝わる。

### 大分県
日田盆地の浄土真宗の家では、おとりこしに根菜類、こんにゃくと親鸞聖人の好物だったとされる小豆を入れるいとこ煮が作られる。地域によってはそれにもち米を入れて炊く場合もあるという。
豊後水道沿岸では、ささぎ豆やぶんどう豆を煮たものに、皮をむいて輪切りにした生芋を加え、さらに煮、赤砂糖を加えて練った「いとこねり」が食される。